# Bickleton (Anglia)
Bickleton – przysiółek w Anglii, w Devon. Leży 6,2 km od miasta Barnstaple, 56,8 km od miasta Exeter, 76,6 km od miasta Plymouth i 287,1 km od Londynu. Bickleton jest wspomniana w Domesday Book (1086) jako Picaltone/Picaltona.